# 格雷西娅·波利
格雷西娅·波利（1987年8月11日—），印尼女子羽毛球運動員，專長雙打項目。2020年奧林匹克運動會羽毛球女子雙打冠軍。2022年6月正式從國際賽場引退。

## 簡歷

### 早年及出道
1987年8月，格雷西娅·波利在雅加達出生。父親在她兩歲時去世，此後她便遷往万鸦老生活，並在那兒的學校開始接觸羽毛球運動；她很快便展現對這項運動的天賦，在6歲時已贏得首個比賽冠軍。1995年，波利的母親為讓女兒接受更好的訓練，遂遷回首都雅加達，並安排她加入當地最著名的俱樂部 Jaya Raya Jakarta。在俱樂部期間，前名將Retno Kustiyah發現了她的雙打天份，於是建議當時已經14歲的波利由單打轉攻雙打；在轉項不久後，她便贏得首個雙打冠軍。2003年，波利入選印尼國家羽毛球隊。
2004年10月，格雷西娅·波利代表印尼參加加拿大溫哥華舉行的世界青年羽毛球錦標賽，分別與穆罕默德·雷扎和Heni Budiman贏得混合雙打亞軍和女子雙打季軍。

### 2005年-2007年 亚锦赛捡铜
2005年9月，格雷西娅·波利与裘·諾維塔出战亞洲羽毛球錦標賽，赢得女子双打季軍。同年10月，她与裘·諾維塔出战香港羽毛球公開賽，在女双準决赛以0比2（6-15、3-15）不敌中国的高崚/黄穗。
2006年8月，格雷西娅·波利与裘·諾維塔出战韓國羽毛球公開賽，在女双决赛以0比2（10-21、11-21）不敌赛会头号种子、中国的楊維/張潔雯，赢得亚军。
2007年1月，格雷西娅·波利与维塔·玛丽莎出战馬來西亞羽毛球超級賽，在女双决赛以1比2（21-19、12-21、11-21）不敌赛会头号种子、中国的高崚/黄穗，俩人首次打进超级赛赢得亚军。同年3月，她分别与维塔·玛丽莎以及穆罕默德·雷扎出战瑞士羽毛球超級賽，在女双準决赛以1比2（14-21、21-14、13-21）不敌韩国强档的李敬元/李孝貞；而混双决赛以1比2（21-14、16-21、18-21）不敌韩国强档的李龍大/李孝貞，赢得亚军。同年7月，她与裘·諾維塔出战菲律賓羽毛球公開賽，在女双準决赛以0比2（17-21、22-24）不敌赛会头号种子、中華台北的簡毓瑾/程文欣。同年10月，她与裘·諾維塔出战法國羽毛球超級賽，在女双準决赛以0比2（14-21、9-21）不敌赛会5号种子、中国的赵婷婷/于洋。

### 2008年-2012年 固定搭档、倫敦奧運消极比赛
2008年10月，格雷西娅·波利与尼蒂娅·克里欣达·马赫斯瓦里出战丹麥羽毛球超級賽，在女双準决赛以0比2（19-21、16-21）不敌赛会4号种子、马来西亚强档的黃佩蒂/陳儀慧。同年12月，她与裘·諾維塔出战世界羽聯超級系列賽總決賽，在小组赛分别击败了跨国组合的（德国：尼克尔·格蕾瑟/加拿大：夏尔曼·丽德）、丹麦的莉娜·弗埃尔·克里斯蒂安森/卡米拉·吕特·尤尔，但惟独一场输给马来西亚的陳儀慧/黃佩蒂，取得第二出线；直到準決賽以0比2（19-21、17-21）不敌队友的维塔·玛丽莎/利利亚纳·纳西尔。
2009年10月，格雷西娅·波利与尼蒂娅·克里欣达·马赫斯瓦里出战日本羽毛球超級賽，在女双準决赛以0比2（4-21、18-21）不敌赛会5号种子、中国的马晋/王晓理。
2010年6月，格雷西娅·波利与新搭档的梅利亚娜·乔哈里出战新加坡羽毛球超級賽，在女双準决赛以0比2（8-21、15-21）不敌赛会5号种子、韩国强档的李孝貞/金旼貞。同年7月，她与梅利亚娜·乔哈里出战澳門羽毛球黃金大獎賽，在女双决赛以1比2（21-16、18-21、16-21）不敌赛会3号种子、中華台北的程文欣/簡毓瑾，赢得亚军。同年10月，她与梅利亚娜·乔哈里出战印尼羽毛球黃金大獎賽，在女双决赛以1比2（21-11、18-21、11-21）不敌中国的骆赢/骆羽，赢得亚军。同年11月，她代表印尼出戰廣州亞運會，參加羽毛球比賽的女子雙打及女子團體項目，奪得女團銅牌。
2011年3月，格雷西娅·波利与梅利亚娜·乔哈里出战瑞士羽毛球黃金大獎賽，在女双準决赛以1比2（14-21、21-10、13-21）不敌韩国强档的鄭景銀/金荷娜。同年3月，她与梅利亚娜·乔哈里出战印度羽毛球超級賽，在女双準决赛以0比2（23-25、8-21）不敌赛会头号种子、日本强档的前田美順/末綱聰子。同年5月，她与梅利亚娜·乔哈里出战馬來西亞羽毛球黃金大獎賽，在女双準决赛以0比2（19-21、16-21）不敌赛会头号种子、日本强档的前田美順/末綱聰子。同年9月，她与梅利亚娜·乔哈里出战中華台北羽毛球黃金大獎賽，在女双决赛中因伤退赛，而韩国组合的河貞恩/金旼貞则拿下冠军。
2012年6月，格雷西娅·波利与梅利亚娜·乔哈里出战印尼羽毛球首要超級賽，在女双準决赛以1比2（16-21、21-17、19-21）不敌赛会2号种子、中国的田卿/赵芸蕾。同期6月，她与梅利亚娜·乔哈里出战新加坡羽毛球超級賽，在女双準决赛以1比2（13-21、21-19、16-21）不敌赛会6号种子、中華台北的程文欣/簡毓瑾。同年7月，她在倫敦奧運女雙羽毛球A組，為了不過早遇到世界排名第一的中国组合于洋/王晓理，格雷西娅·波利/梅利亚娜·乔哈里與韩国运动员金旼贞/河贞恩消極作賽，在沒有壓力下不是下網，就是出界，被國際奧委會取消比賽資格。

### 2013年-2014年 黃金大獎賽首冠及亚运会夺金
2013年6月，格雷西娅·波利与尼蒂娅·克里欣达·马赫斯瓦里出战泰國羽毛球黃金大獎賽，在女双决赛以2比0（21-7、21-13）击败了日本的三木佑里子/米元小春，夺得其首个黃金大獎賽的冠军。同年6月，她与尼蒂娅·克里欣达·马赫斯瓦里出战新加坡羽毛球超級賽，在女双準决赛以1比2（16-21、21-13、18-21）不敌赛会5号种子、中国的田卿/赵芸蕾。
2014年7月，格雷西娅·波利与尼蒂娅·克里欣达·马赫斯瓦里出战中華台北羽球黃金大獎賽，在女双决赛以2比0（21-18、21-11）击败了赛会头号种子、中国的王晓理/于洋，赢得本赛季的第一个冠军。同年9月，她代表印尼参加韩国仁川举办的亞洲運動會羽毛球比賽，她和尼蒂娅·克里欣达·马赫斯瓦里出戰女子双打項目。她與尼蒂娅·克里欣达·马赫斯瓦里以7號種子身分出戰，首圈以2比0（21-8、21-5）击败了马尔代夫的阿米纳特·纳比哈·阿卜杜勒·拉扎克/A A Rasheed；次圈以2比1（21-17、16-21、24-22）击败了中华台北的程文欣/謝沛蓁；八强中以2比0（22-20、21-17）力克日本的垣岩令佳/前田美順；四强中鏖战三局以2比1（21-17、19-21、21-17）击败了中国的田卿/赵芸蕾；在女双决赛以2比0（21-15、21-9）击败了赛会头号种子、日本的松友美佐紀/高橋禮華，亦是第三组印尼选手夺得金牌该项目得主。同年11月，她与尼蒂娅·克里欣达·马赫斯瓦里出战香港羽毛球超級賽，在女双準决赛以0比2（16-21、15-21）不敌赛会头号种子、日本强档的松友美佐紀/高橋禮華。

### 2015年 超级赛首冠
2015年7月，格雷西娅·波利与尼蒂娅·克里欣达·马赫斯瓦里出战中華台北羽毛球黃金大獎賽，在女双準决赛以0比2（12-21、16-21）不敌赛会头号种子、日本强档的松友美佐紀/高橋禮華。同年8月，她参加印尼雅加达舉行的世界羽毛球錦標賽，她與尼蒂娅·克里欣达·马赫斯瓦里出戰 女子双打項目。她與尼蒂娅·克里欣达·马赫斯瓦里以7號種子身分出戰，故在首圈輪空；在次圈鏖战三局以2比1（17-21、21-13、21-11）击败了马来西亚的李明艷/林芸如。在第三圈，同样激战三局以2比1（21-11、16-21、21-13）击退了赛会14号种子、日本强档的松尾靜香/內藤真實。八强中，毫无悬念以2比0（21-11、21-11）横扫马来西亚的阿米莉亚·艾丽西娅·安瑟利/宋佩珠。準決賽中，面对赛会5号种子、中国的田卿/赵芸蕾，直落二局以0比2（8-21、16-21）不敌对手，赢得世锦赛女子双打季军。同年9月，她与尼蒂娅·克里欣达·马赫斯瓦里出战韓國羽毛球超級賽，在女双决赛以2比0（21-15、21-18）击败了韩国新老组合的張藝娜/李紹希，赢得首座超级赛女双冠军。同年10月，她与尼蒂娅·克里欣达·马赫斯瓦里出战法國羽毛球超級賽，在女双準决赛以0比2（19-21、14-21）不敌赛会2号种子、中国的骆赢/骆羽。同年12月，她与尼蒂娅·克里欣达·马赫斯瓦里出战世界羽聯超級系列賽總決賽，在小组赛表现出色取得头名出线；但在準決賽以0比2（17-21、12-21）不敌丹麦强档的克里斯汀娜·彼德森/卡米拉·吕特·尤尔。

### 2016年 里约奥运後搭档退役
2016年3月，她与尼蒂娅·克里欣达·马赫斯瓦里出战德國羽毛球黃金大獎賽，在女双準决赛以1比2（21-16、22-24、19-21）不敌泰国新老组合的普蒂塔·素帕猜恭/沙西丽·德拉达那猜。同月，她与尼蒂娅·克里欣达·马赫斯瓦里出战印度羽毛球超級賽，在女双準决赛以1比2（18-21、21-19、21-23）不敌赛会3号种子、日本强档的松友美佐紀/高橋禮華。同年4月，她与尼蒂娅·克里欣达·马赫斯瓦里出战馬來西亞羽毛球首要超級賽，在女双準决赛以0比2（16-21、14-21）不敌赛会7号种子、韩国新老组合的鄭景銀/申昇瓚。
同年4月，她与尼蒂娅·克里欣达·马赫斯瓦里参加中国湖北省武汉市举办的亞洲羽毛球錦標賽。首圈，直落两局以2比0（21-18、21-8）击败了泰国的宗功攀·吉迪特拉恭/拉温达·巴宗哉；次圈则是激战三局以2比1（18-21、22-20、21-11）击败了马来西亚强档的許嘉雯/溫可微，八强中鏖战三局以2比1（21-13、11-21、21-18）险胜了韩国强档的鄭景銀/申昇瓚；直到四强面对日本强档的福万尚子/與猶胡桃，奋战三局以1比2（21-13、19-21、22-24）惜败于对手，赢得亚锦赛季军。
同年8月，她代表印尼出戰巴西里約熱內盧舉行的奥林匹克运动会羽毛球比賽女子双打項目，與尼蒂娅·克里欣达·马赫斯瓦里以3號種子身分出戰。在小組賽階段先後擊敗中国香港的潘樂恩/謝影雪、英国的希瑟·奥利弗/劳伦·史密斯和马来西亚的許嘉雯/溫可微，以赛会3號種子和小组頭名晉級八强。半準決賽，格雷西娅·波利与尼蒂娅·克里欣达·马赫斯瓦里面对中国的唐渊渟/于洋，直落两局以0比2（11-21、14-21）不敌对手。同年10月，她与尼蒂娅·克里欣达·马赫斯瓦里出战丹麥羽毛球首要超級賽，在女双準决赛以0比2（13-21、24-26）惜败于赛会2号种子、韩国强档的鄭景銀/申昇瓚。

### 2017年 黃金大獎賽及超級賽首冠
2017年5月，格雷西娅·波利与新秀的阿普里亚尼·拉哈育出战泰國羽毛球大師賽，在女双决赛以2比0（21-12、21-12）击败了东道主的查亚倪·查拉查兰/帕泰玛斯·门翁，俩人首次在黃金大獎賽赢得冠军。同年8月，她与阿普里亚尼·拉哈育出战紐西蘭羽毛球黃金大獎賽，在女双準决赛以1比2（18-21、21-13、13-21）不敌赛会头号种子、马来西亚强档的許嘉雯/溫可微。同年10月，她与阿普里亚尼·拉哈育出战法國羽毛球超級賽，在女双决赛以2比0（21-17、21-15）击败了韩国强档的李紹希/申昇瓚，俩人首次赢得超级赛冠军。

### 2021年 東京奧運會女雙夺金
2020年奧運會羽毛球女双小組賽中，格雷西娅·波利与阿普里亚尼·拉哈育三戰全勝，包括擊敗了世界排名第一日本的福島由紀/廣田彩花，以小組第一晉級。半準決賽中，她們出战中国的杜玥/李茵暉，以2比1（21-15、20-22、21-17）獲勝。準決賽中，她們出战韓國的李紹希/申昇瓚，以2比0（21-19、21-17）獲勝。決賽中，她們出战中国的陳清晨/賈一凡，以2比0（21-19、21-15）獲勝奪金。

### 退役
2022年6月12日，印尼羽協於印尼羽球大師賽決賽開賽前，為格雷西娅·波利舉辦退役儀式及表演賽，波利正式從國際賽場引退。

## 主要比賽成績
只列出曾進入準決賽的國際賽事成績：
| 年份   | 賽事                     | 公開賽級別 | 項目     | 拍檔                       | 成績   |
| ------ | ------------------------ | ---------- | -------- | -------------------------- | ------ |
| 2005年 | 亞洲羽毛球錦標賽         | 其他       | 女子雙打 | 裘·諾維塔                  | 季軍   |
| 2005年 | 香港羽毛球公開賽         |            | 女子雙打 | 裘·諾維塔                  | 準決賽 |
| 2006年 | 韓國羽毛球公開賽         |            | 女子雙打 | 裘·諾維塔                  | 亞軍   |
| 2007年 | 馬來西亞羽毛球超級賽     | 超級賽     | 女子雙打 | 维塔·玛丽莎                | 亞軍   |
| 2007年 | 瑞士羽毛球超級賽         | 超級賽     | 女子雙打 | 维塔·玛丽莎                | 準決賽 |
| 2007年 | 瑞士羽毛球超級賽         | 超級賽     | 混合雙打 | 穆罕默德·雷扎              | 亞軍   |
| 2007年 | 菲律賓羽毛球公開賽       | 黃金大獎賽 | 女子雙打 | 裘·諾維塔                  | 準決賽 |
| 2007年 | 法國羽毛球超級賽         | 超級賽     | 女子雙打 | 裘·諾維塔                  | 準決賽 |
| 2008年 | 丹麥羽毛球超級賽         | 超級賽     | 女子雙打 | 尼蒂娅·克里欣达·马赫斯瓦里 | 準決賽 |
| 2008年 | 世界羽聯超級系列賽總決賽 | 首要超級賽 | 女子雙打 | 裘·諾維塔                  | 準決賽 |
| 2009年 | 日本羽毛球超級賽         | 超級賽     | 女子雙打 | 尼蒂娅·克里欣达·马赫斯瓦里 | 準決賽 |
| 2009年 | 法國羽毛球超級賽         | 超級賽     | 女子雙打 | 尼蒂娅·克里欣达·马赫斯瓦里 | 準決賽 |
| 2010年 | 新加坡羽毛球超級賽       | 超級賽     | 女子雙打 | 梅利亚娜·乔哈里            | 準決賽 |
| 2010年 | 澳門羽毛球黃金大獎賽     | 黃金大獎賽 | 女子雙打 | 梅利亚娜·乔哈里            | 亞軍   |
| 2010年 | 印尼羽毛球黃金大獎賽     | 黃金大獎賽 | 女子雙打 | 梅利亚娜·乔哈里            | 亞軍   |
| 2011年 | 瑞士羽毛球黃金大獎賽     | 黃金大獎賽 | 女子雙打 | 梅利亚娜·乔哈里            | 準決賽 |
| 2011年 | 印度羽毛球超級賽         | 超級賽     | 女子雙打 | 梅利亚娜·乔哈里            | 準決賽 |
| 2011年 | 馬來西亞羽毛球黃金大獎賽 | 黃金大獎賽 | 女子雙打 | 梅利亚娜·乔哈里            | 準決賽 |
| 2011年 | 中華台北羽毛球黃金大獎賽 | 黃金大獎賽 | 女子雙打 | 梅利亚娜·乔哈里            | 亞軍   |
| 2012年 | 印尼羽毛球首要超級賽     | 首要超級賽 | 女子雙打 | 梅利亚娜·乔哈里            | 準決賽 |
| 2012年 | 新加坡羽毛球超級賽       | 超級賽     | 女子雙打 | 梅利亚娜·乔哈里            | 準決賽 |
| 2013年 | 泰國羽毛球黃金大獎賽     | 黃金大獎賽 | 女子雙打 | 尼蒂娅·克里欣达·马赫斯瓦里 | 冠軍   |
| 2013年 | 新加坡羽毛球超級賽       | 超級賽     | 女子雙打 | 尼蒂娅·克里欣达·马赫斯瓦里 | 準決賽 |
| 2013年 | 法國羽毛球超級賽         | 超級賽     | 女子雙打 | 尼蒂娅·克里欣达·马赫斯瓦里 | 準決賽 |
| 2014年 | 韓國羽毛球超級賽         | 超級賽     | 女子雙打 | 尼蒂娅·克里欣达·马赫斯瓦里 | 準決賽 |
| 2014年 | 瑞士羽毛球黃金大獎賽     | 黃金大獎賽 | 女子雙打 | 尼蒂娅·克里欣达·马赫斯瓦里 | 亞軍   |
| 2014年 | 中華台北羽球黃金大獎賽   | 黃金大獎賽 | 女子雙打 | 尼蒂娅·克里欣达·马赫斯瓦里 | 冠軍   |
| 2014年 | 亞洲運動會羽毛球比賽     | 其他       | 女子雙打 | 尼蒂娅·克里欣达·马赫斯瓦里 | 金牌   |
| 2014年 | 香港羽毛球超級賽         | 超級賽     | 女子雙打 | 尼蒂娅·克里欣达·马赫斯瓦里 | 準決賽 |
| 2015年 | 蘇迪曼盃                 | 其他       | 混合團體 | －                         | 季軍   |
| 2015年 | 印尼羽毛球首要超級賽     | 首要超級賽 | 女子雙打 | 尼蒂娅·克里欣达·马赫斯瓦里 | 亞軍   |
| 2015年 | 中華台北羽毛球黃金大獎賽 | 黃金大獎賽 | 女子雙打 | 尼蒂娅·克里欣达·马赫斯瓦里 | 冠軍   |
| 2015年 | 世界羽毛球錦標賽         | 其他       | 女子雙打 | 尼蒂娅·克里欣达·马赫斯瓦里 | 季軍   |
| 2015年 | 韓國羽毛球超級賽         | 超級賽     | 女子雙打 | 尼蒂娅·克里欣达·马赫斯瓦里 | 冠軍   |
| 2015年 | 法國羽毛球超級賽         | 超級賽     | 女子雙打 | 尼蒂娅·克里欣达·马赫斯瓦里 | 準決賽 |
| 2015年 | 香港羽毛球超級賽         | 超級賽     | 女子雙打 | 尼蒂娅·克里欣达·马赫斯瓦里 | 準決賽 |
| 2015年 | 印尼羽毛球大師賽         | 黃金大獎賽 | 女子雙打 | 尼蒂娅·克里欣达·马赫斯瓦里 | 亞軍   |
| 2015年 | 世界羽聯超級系列賽總決賽 | 首要超級賽 | 女子雙打 | 尼蒂娅·克里欣达·马赫斯瓦里 | 準決賽 |
| 2016年 | 德國羽毛球黃金大獎賽     | 黃金大獎賽 | 女子雙打 | 尼蒂娅·克里欣达·马赫斯瓦里 | 準決賽 |
| 2016年 | 印度羽毛球超級賽         | 超級賽     | 女子雙打 | 尼蒂娅·克里欣达·马赫斯瓦里 | 準決賽 |
| 2016年 | 馬來西亞羽毛球首要超級賽 | 首要超級賽 | 女子雙打 | 尼蒂娅·克里欣达·马赫斯瓦里 | 準決賽 |
| 2016年 | 新加坡羽毛球超級賽       | 超級賽     | 女子雙打 | 尼蒂娅·克里欣达·马赫斯瓦里 | 冠軍   |
| 2016年 | 亞洲羽毛球錦標賽         | 其他       | 女子雙打 | 尼蒂娅·克里欣达·马赫斯瓦里 | 季軍   |
| 2016年 | 澳洲羽毛球超級賽         | 超級賽     | 女子雙打 | 尼蒂娅·克里欣达·马赫斯瓦里 | 亞軍   |
| 2016年 | 丹麥羽毛球首要超級賽     | 首要超級賽 | 女子雙打 | 尼蒂娅·克里欣达·马赫斯瓦里 | 準決賽 |
| 2017年 | 泰國羽毛球大師賽         | 黃金大獎賽 | 女子雙打 | 罗西尔塔·伊卡·普特里·萨里  | 準決賽 |
| 2017年 | 泰國羽毛球黃金大獎賽     | 黃金大獎賽 | 女子雙打 | 阿普里亚尼·拉哈育          | 冠軍   |
| 2017年 | 紐西蘭羽毛球黃金大獎賽   | 黃金大獎賽 | 女子雙打 | 阿普里亚尼·拉哈育          | 準決賽 |
| 2017年 | 東南亞運動會羽毛球比賽   | 其他       | 女子團體 | －                         | 銅牌   |
| 2017年 | 法國羽毛球超級賽         | 超級賽     | 女子雙打 | 阿普里亞尼·拉哈育          | 冠軍   |
| 2017年 | 香港羽毛球超級賽         | 超級賽     | 女子雙打 | 阿普里亞尼·拉哈育          | 亞軍   |
| 2018年 | 印尼羽毛球大師賽         | 超級500賽  | 女子雙打 | 阿普里亞尼·拉哈育          | 亞軍   |
| 2018年 | 印度羽毛球公開賽         | 超級500賽  | 女子雙打 | 阿普里亞尼·拉哈育          | 冠軍   |
| 2018年 | 亞洲羽毛球團體錦標賽     | 其他       | 女子團體 | －                         | 季軍   |
| 2018年 | 泰國羽毛球公開賽         | 超級500賽  | 女子雙打 | 阿普里亞尼·拉哈育          | 冠軍   |
| 2018年 | 世界羽毛球錦標賽         | 其他       | 女子雙打 | 阿普里亞尼·拉哈育          | 季軍   |
| 2018年 | 亞洲運動會羽毛球比賽     | 其他       | 女子團體 | －                         | 铜牌   |
| 2018年 | 亞洲運動會羽毛球比賽     | 其他       | 女子雙打 | 阿普里亞尼·拉哈育          | 銅牌   |
| 2018年 | 日本羽毛球公開賽         | 超級750賽  | 女子雙打 | 阿普里亞尼·拉哈育          | 準決賽 |
| 2018年 | 中國羽毛球公開賽         | 超級1000賽 | 女子雙打 | 阿普里亞尼·拉哈育          | 準決賽 |
| 2018年 | 丹麥羽毛球公開賽         | 超級750賽  | 女子雙打 | 阿普里亞尼·拉哈育          | 準決賽 |
| 2018年 | 法國羽毛球公開賽         | 超級750賽  | 女子雙打 | 阿普里亞尼·拉哈育          | 準決賽 |
| 2018年 | 香港羽毛球公開賽         | 超級500賽  | 女子雙打 | 阿普里亞尼·拉哈育          | 準決賽 |
| 2019年 | 馬來西亞羽毛球大師賽     | 超級500賽  | 女子雙打 | 阿普里亞尼·拉哈育          | 亞軍   |
| 2019年 | 印尼羽毛球大師賽         | 超級500賽  | 女子雙打 | 阿普里亞尼·拉哈育          | 準決賽 |
| 2019年 | 印度羽毛球公開賽         | 超級500賽  | 女子雙打 | 阿普里亞尼·拉哈育          | 冠軍   |
| 2019年 | 蘇迪曼盃                 | 其他       | 混合團體 | －                         | 季軍   |
| 2019年 | 澳洲羽毛球公開賽         | 超級300賽  | 女子雙打 | 阿普里亞尼·拉哈育          | 準決賽 |
| 2019年 | 世界羽毛球錦標賽         | 其他       | 女子雙打 | 阿普里亞尼·拉哈育          | 季軍   |
| 2019年 | 中華台北羽毛球公開賽     | 超級300賽  | 女子雙打 | 阿普里亞尼·拉哈育          | 準決賽 |
| 2019年 | 東南亞運動會羽球比賽     | 其他       | 女子團體 | －                         | 銀牌   |
| 2019年 | 東南亞運動會羽球比賽     | 其他       | 女子雙打 | 阿普里亞尼·拉哈育          | 金牌   |
| 2020年 | 马来西亚羽毛球大师赛     | 超級500賽  | 女子雙打 | 阿普里亞尼·拉哈育          | 準決賽 |
| 2020年 | 印尼羽毛球大師賽         | 超級500賽  | 女子雙打 | 阿普里亞尼·拉哈育          | 冠軍   |
| 2020年 | 西班牙羽毛球大師賽       | 超級300賽  | 女子雙打 | 阿普里亞尼·拉哈育          | 冠軍   |
| 2020年 | YONEX泰國羽毛球公開賽    | 超級1000賽 | 女子雙打 | 阿普里亞尼·拉哈育          | 冠軍   |
| 2020年 | TOYOTA泰國羽毛球公開賽   | 超級1000賽 | 女子雙打 | 阿普里亞尼·拉哈育          | 準決賽 |
| 2021年 | 奧林匹克運動會羽毛球比賽 | 其他       | 女子雙打 | 阿普里亞尼·拉哈育          | 金牌   |
| 2021年 | 印尼羽毛球公開賽         | 超級1000賽 | 女子雙打 | 阿普里亞尼·拉哈育          | 亞軍   |
| 2021年 | 世界羽聯世界巡迴賽總決賽 | 總決賽     | 女子雙打 | 阿普里亞尼·拉哈育          | 準決賽 |

| 2007-2017年 | 首要超級賽 | 超級賽 | 黃金大獎賽 | 大獎賽 | 國際挑戰賽 | 國際系列賽 | 未來系列賽 | 其他 |

| 2018-2026年 | 總決賽 | 超級1000賽 | 超級750賽 | 超級500賽 | 超級300賽 | 超級100賽 | 國際挑戰賽 | 國際系列賽 | 未來系列賽 | 其他 |

### 世界冠軍頭銜
格雷西娅·波利在羽毛球生涯中共奪得1項羽毛球世界冠軍頭銜。
| 賽事           | 奪冠次數 | 年份               |
| -------------- | -------- | ------------------ |
| 奧林匹克運動會 | 1        | 2020年（女子雙打） |
| 總計           | 1        |                    |

### 奧運會和世錦賽參賽紀錄
|          | 搭檔              | 2006 | 2007 | 2008 | 2009 | 2010 | 2011 | 2012     | 2013 | 2014 | 2015 | 2016 | 2017 | 2018 | 2019 | 2020 | 2021  |
| -------- | ----------------- | ---- | ---- | ---- | ---- | ---- | ---- | -------- | ---- | ---- | ---- | ---- | ---- | ---- | ---- | ---- | ----- |
| 女子雙打 | 裘·諾維塔         | 16強 | 32強 | －   | －   | －   | －   | －       | －   | －   | －   | －   | －   | －   | －   | －   | －    |
| 女子雙打 | N·K·马赫斯瓦里    | －   | －   | －   | 16強 | －   | －   | －       | －   | 8強  | 季軍 | 8強  | －   | －   | －   | －   | －    |
| 女子雙打 | 梅利亚娜·乔哈里   | －   | －   | －   | －   | －   | 8強  | 取消資格 | －   | －   | －   | －   | －   | －   | －   | －   | －    |
| 女子雙打 | 阿普里亚尼·拉哈育 | －   | －   | －   | －   | －   | －   | －       | －   | －   | －   | －   | －   | 季軍 | 季軍 | 金牌 | 32強1 |
|          |                   |      |      |      |      |      |      |          |      |      |      |      |      |      |      |      |       |
| 混合雙打 | 穆罕默德·雷扎     | －   | 16強 | －   | －   | －   | －   | －       | －   | －   | －   | －   | －   | －   | －   | －   | －    |

1 賽前退賽